# Mistrovství světa v judu 2015 – muži – těžká váha (+100 kg)
Zápasy v judu na XL. mistrovství světa v kategorii těžkých vah mužů proběhly v Astaně, 28. srpna 2015.

## Finále
| finále       |             |
| ------------ | ----------- |
| Teddy Riner  | Teddy Riner |
| Rjú Šičinohe | Teddy Riner |

## Opravy / O bronz
Poražení čtvrtfinalisté se utkávají mezi sebou v opravách. Vítězové oprav následně vyzvou poražené semifinalisty v boji o bronzovou medaili.
| opravy           | o bronz          |                 |
| ---------------- | ---------------- | --------------- |
| André Breitbarth | André Breitbarth | Adam Okruašvili |
| Barna Bor        | André Breitbarth | Adam Okruašvili |
|                  | Adam Okruašvili  | Adam Okruašvili |
| Sven Heinle      | Jakiv Chammo     | Jakiv Chammo    |
| Jakiv Chammo     | Jakiv Chammo     | Jakiv Chammo    |
|                  | Kim Song-min     | Jakiv Chammo    |

## Pavouk
|   | 1/64                       | 1/32                | 1/16                | čtvrtfinále      | semifinále      | finále       |
| - | -------------------------- | ------------------- | ------------------- | ---------------- | --------------- | ------------ |
| A | volný los                  | Teddy Riner         | Teddy Riner         | Teddy Riner      | Teddy Riner     | Teddy Riner  |
| A | volný los                  | Teddy Riner         | Teddy Riner         | Teddy Riner      | Teddy Riner     | Teddy Riner  |
| A | Juhan Mettis               | Juhan Mettis        | Teddy Riner         | Teddy Riner      | Teddy Riner     | Teddy Riner  |
| A | Kakadžan Meredov           | Juhan Mettis        | Teddy Riner         | Teddy Riner      | Teddy Riner     | Teddy Riner  |
| A | volný los                  | Derek Sua           | Jurij Krakoveckij   | Teddy Riner      | Teddy Riner     | Teddy Riner  |
| A | volný los                  | Derek Sua           | Jurij Krakoveckij   | Teddy Riner      | Teddy Riner     | Teddy Riner  |
| A | volný los                  | Jurij Krakoveckij   | Jurij Krakoveckij   | Teddy Riner      | Teddy Riner     | Teddy Riner  |
| A | volný los                  | Jurij Krakoveckij   | Jurij Krakoveckij   | Teddy Riner      | Teddy Riner     | Teddy Riner  |
| A | volný los                  | Levan Matiašvili    | Alex García         | André Breitbarth | Teddy Riner     | Teddy Riner  |
| A | volný los                  | Levan Matiašvili    | Alex García         | André Breitbarth | Teddy Riner     | Teddy Riner  |
| A | Alex García                | Alex García         | Alex García         | André Breitbarth | Teddy Riner     | Teddy Riner  |
| A | Oleksandr Hordjienko       | Alex García         | Alex García         | André Breitbarth | Teddy Riner     | Teddy Riner  |
| A | volný los                  | André Breitbarth    | André Breitbarth    | André Breitbarth | Teddy Riner     | Teddy Riner  |
| A | volný los                  | André Breitbarth    | André Breitbarth    | André Breitbarth | Teddy Riner     | Teddy Riner  |
| A | volný los                  | Sam Rosser          | André Breitbarth    | André Breitbarth | Teddy Riner     | Teddy Riner  |
| A | volný los                  | Sam Rosser          | André Breitbarth    | André Breitbarth | Teddy Riner     | Teddy Riner  |
| B | volný los                  | Barna Bor           | Barna Bor           | Barna Bor        | Kim Song-min    | Teddy Riner  |
| B | volný los                  | Barna Bor           | Barna Bor           | Barna Bor        | Kim Song-min    | Teddy Riner  |
| B | Freddy Figueroa            | Freddy Figueroa     | Barna Bor           | Barna Bor        | Kim Song-min    | Teddy Riner  |
| B | Artur Nikiforenko          | Freddy Figueroa     | Barna Bor           | Barna Bor        | Kim Song-min    | Teddy Riner  |
| B | Islam El-Šehaby            | Islam El-Šehaby     | Islam El-Šehaby     | Barna Bor        | Kim Song-min    | Teddy Riner  |
| B | Muhammadmurad Abdurahmanov | Islam El-Šehaby     | Islam El-Šehaby     | Barna Bor        | Kim Song-min    | Teddy Riner  |
| B | volný los                  | Mansur Sarvari      | Islam El-Šehaby     | Barna Bor        | Kim Song-min    | Teddy Riner  |
| B | volný los                  | Mansur Sarvari      | Islam El-Šehaby     | Barna Bor        | Kim Song-min    | Teddy Riner  |
| B | volný los                  | Roy Meyer           | Daniel Natea        | Kim Song-min     | Kim Song-min    | Teddy Riner  |
| B | volný los                  | Roy Meyer           | Daniel Natea        | Kim Song-min     | Kim Song-min    | Teddy Riner  |
| B | Daniel Natea               | Daniel Natea        | Daniel Natea        | Kim Song-min     | Kim Song-min    | Teddy Riner  |
| B | Rašid Zajdan               | Daniel Natea        | Daniel Natea        | Kim Song-min     | Kim Song-min    | Teddy Riner  |
| B | volný los                  | Ori Sason           | Kim Song-min        | Kim Song-min     | Kim Song-min    | Teddy Riner  |
| B | volný los                  | Ori Sason           | Kim Song-min        | Kim Song-min     | Kim Song-min    | Teddy Riner  |
| B | volný los                  | Kim Song-min        | Kim Song-min        | Kim Song-min     | Kim Song-min    | Teddy Riner  |
| B | volný los                  | Kim Song-min        | Kim Song-min        | Kim Song-min     | Kim Song-min    | Teddy Riner  |
| C | volný los                  | Fajsal Džaballáh    | Sven Heinle         | Sven Heinle      | Adam Okruašvili | Rjú Šičinohe |
| C | volný los                  | Fajsal Džaballáh    | Sven Heinle         | Sven Heinle      | Adam Okruašvili | Rjú Šičinohe |
| C | Sven Heinle                | Sven Heinle         | Sven Heinle         | Sven Heinle      | Adam Okruašvili | Rjú Šičinohe |
| C | Akbar Iminov               | Sven Heinle         | Sven Heinle         | Sven Heinle      | Adam Okruašvili | Rjú Šičinohe |
| C | volný los                  | Pedro Pineda        | Pedro Pineda        | Sven Heinle      | Adam Okruašvili | Rjú Šičinohe |
| C | volný los                  | Pedro Pineda        | Pedro Pineda        | Sven Heinle      | Adam Okruašvili | Rjú Šičinohe |
| C | Radžan Džoši               | David Fernández     | Pedro Pineda        | Sven Heinle      | Adam Okruašvili | Rjú Šičinohe |
| C | David Fernández            | David Fernández     | Pedro Pineda        | Sven Heinle      | Adam Okruašvili | Rjú Šičinohe |
| C | volný los                  | Adam Okruašvili     | Adam Okruašvili     | Adam Okruašvili  | Adam Okruašvili | Rjú Šičinohe |
| C | volný los                  | Adam Okruašvili     | Adam Okruašvili     | Adam Okruašvili  | Adam Okruašvili | Rjú Šičinohe |
| C | volný los                  | Maciej Sarnacki     | Adam Okruašvili     | Adam Okruašvili  | Adam Okruašvili | Rjú Šičinohe |
| C | volný los                  | Maciej Sarnacki     | Adam Okruašvili     | Adam Okruašvili  | Adam Okruašvili | Rjú Šičinohe |
| C | Jake Andrewartha           | José Cuevas         | Michal Horák        | Adam Okruašvili  | Adam Okruašvili | Rjú Šičinohe |
| C | José Cuevas                | José Cuevas         | Michal Horák        | Adam Okruašvili  | Adam Okruašvili | Rjú Šičinohe |
| C | volný los                  | Michal Horák        | Michal Horák        | Adam Okruašvili  | Adam Okruašvili | Rjú Šičinohe |
| C | volný los                  | Michal Horák        | Michal Horák        | Adam Okruašvili  | Adam Okruašvili | Rjú Šičinohe |
| D | volný los                  | Renat Saidov        | Jakiv Chammo        | Jakiv Chammo     | Rjú Šičinohe    | Rjú Šičinohe |
| D | volný los                  | Renat Saidov        | Jakiv Chammo        | Jakiv Chammo     | Rjú Šičinohe    | Rjú Šičinohe |
| D | Mehdi Malki                | Jakiv Chammo        | Jakiv Chammo        | Jakiv Chammo     | Rjú Šičinohe    | Rjú Šičinohe |
| D | Jakiv Chammo               | Jakiv Chammo        | Jakiv Chammo        | Jakiv Chammo     | Rjú Šičinohe    | Rjú Šičinohe |
| D | volný los                  | Marius Paškevičius  | Abdulla Tangrijev   | Jakiv Chammo     | Rjú Šičinohe    | Rjú Šičinohe |
| D | volný los                  | Marius Paškevičius  | Abdulla Tangrijev   | Jakiv Chammo     | Rjú Šičinohe    | Rjú Šičinohe |
| D | volný los                  | Abdulla Tangrijev   | Abdulla Tangrijev   | Jakiv Chammo     | Rjú Šičinohe    | Rjú Šičinohe |
| D | volný los                  | Abdulla Tangrijev   | Abdulla Tangrijev   | Jakiv Chammo     | Rjú Šičinohe    | Rjú Šičinohe |
| D | volný los                  | Rjú Šičinohe        | Rjú Šičinohe        | Rjú Šičinohe     | Rjú Šičinohe    | Rjú Šičinohe |
| D | volný los                  | Rjú Šičinohe        | Rjú Šičinohe        | Rjú Šičinohe     | Rjú Šičinohe    | Rjú Šičinohe |
| D | Vladimir Osnač             | David Moura         | Rjú Šičinohe        | Rjú Šičinohe     | Rjú Šičinohe    | Rjú Šičinohe |
| D | David Moura                | David Moura         | Rjú Šičinohe        | Rjú Šičinohe     | Rjú Šičinohe    | Rjú Šičinohe |
| D | volný los                  | Jeržan Šinkejev     | Daniel Allerstorfer | Rjú Šičinohe     | Rjú Šičinohe    | Rjú Šičinohe |
| D | volný los                  | Jeržan Šinkejev     | Daniel Allerstorfer | Rjú Šičinohe     | Rjú Šičinohe    | Rjú Šičinohe |
| D | volný los                  | Daniel Allerstorfer | Daniel Allerstorfer | Rjú Šičinohe     | Rjú Šičinohe    | Rjú Šičinohe |
| D | volný los                  | Daniel Allerstorfer | Daniel Allerstorfer | Rjú Šičinohe     | Rjú Šičinohe    | Rjú Šičinohe |